# Crona
Crona Gorgon (クロナ?, Kurona) è un personaggio del manga e anime Soul Eater, il Maestro/a della spada demoniaca, a servizio della sua malvagia madre Medusa. Il suo nome si può traslitterare sia come "Crona", come è indicato nella terza sigla finale dell'anime, che come "Chrona".

## Aspetto e personalità
Pare soffrire di doppia personalità, per un lato timido/a e pauroso/a, e per l'altro pazzo/a e con il solo obiettivo di uccidere. Questo suo problema nasce in relazione al fatto che fin da bambino/a, per colpa della madre, non gli si è mai potuto avvicinare nessuno, e Crona ne ha sofferto molto. Inizia così la sua forte paura di tutto e la sua incapacità di saper come agire in modo razionale di fronte alle situazioni che gli si presentano davanti. In conseguenza di ciò, capita molto spesso che si abbandoni alla pazzia e si lasci guidare solo dal suo istinto omicida, alimentato tra l'altro da Ragnarok, la sua Buki (arma), che alberga dentro di lui/lei sotto forma di Sangue Nero. Quando Maka gli diventa amica Crona comincia a provare per la prima volta la felicità, anche se dice sempre che non sa come comportarsi. Nel manga tuttavia viene di nuovo contagiato/a dalla follia e ridiventa burattino di Medusa, nell'anime invece pur di non tradire Maka decide di andarsene dalla Shibusen, tuttavia Maka lo/a trova e Crona rivela che Maka è la sua migliore amica e che non vuole perderla.
D'aspetto, Crona è un/a ragazzo/a con dei corti capelli rosa, acconciati in ciuffi che a volte sporgono sul suo viso, e un'espressione perennemente triste. Indossa una lunga veste nera aderente ai fianchi, con un colletto alto e due gemelli bianchi a polsi. Nel manga, dopo la fusione con il Clown nero, Crona guadagna altre due braccia, ed ognuna brandisce un'arma differente.

## Sesso
Non è stato ufficialmente rivelato se Crona sia un maschio o una femmina. Nel doppiaggio originale si riferisce a se stesso con il pronome Boku (僕?), che significa "io" e, nonostante sia un neutro, viene utilizzato principalmente da uomini. Tuttavia, il termine sta diventando sempre più popolare tra le femmine e non è escluso che possa essere utilizzato da una ragazza, specialmente maschiaccio (anche se questo personaggio sembra non esserlo affatto). Questa scelta viene riscontrata anche per personaggi di altri anime, come per esempio Souseiseki in Rozen Maiden.
Tuttavia, in Italia, sia nelle edizioni del manga sia negli episodi dell'anime, ci si riferisce a Crona al maschile.

## Storia
Crona è figlio/a di Medusa, anche se il padre è ignoto. A un certo punto, presumibilmente nella fase infantile, il sangue naturale di Crona è stato sostituito dal Sangue Nero, in cui era fusa l'arma Ragnarok.
Crona fa la sua prima ufficiale comparsa a Firenze, scontrandosi prima con Maka e Soul, che riuscirà a ferire gravemente, trasmettendogli così il Sangue Nero, e poi con Stein e Spirit, dai quali verrà salvato/a da sua madre Medusa. Crona compare anche sulla nave Nidhogg, assorbendo tutte le anime presenti sull'imbarcazione e ingaggiando un combattimento con Death the Kid, e, durante l'attacco di Medusa alla Shibusen, combatte contro Maka e diventa suo amico/a.
Dopo la rinascita di Arachne, Medusa lo/a ricontatterà, convincendolo/a a diventare sua spia. A questo punto, l'anime e il manga prendono due strade differenti.

### Manga
Medusa sostiene che Crona sia stato catturato/a da Arachne per offrirlo ad Ashura come sacrificio umano. Questo induce Maka a prendere parte all'assalto alla base dell'Aracnofobia. Dopo la sconfitta di Arachne da parte di Maka, Medusa rivela che ha utilizzato la Shibusen per i propri scopi e che non ha alcuna intenzione di restituire Crona. A questo punto iniziano gli esperimenti di Medusa sui "Clown" creati dall'onda di follia di Ashura; Crona si fonde con il Clown Nero, creato da Medusa, ma nonostante questa nuova forza fisica non riesce a tenere testa a Black Star.
Assecondando gli esperimenti di Medusa, Crona si dirige a Mosca, dove combatte contro la Death Scythe Zar Pushka e il suo Shokukin Feodor, per testare l'onda Anti-Demone dei due, che ne escono sconfitti. Successivamente allo scontro, Crona, tornato/a a casa, uccide Medusa, perché quest'ultima ha cominciato a trattarlo dolcemente. In seguito a questo fatto, Shinigami ordina al Team Spartoi di trovare e uccidere Crona.
Successivamente, dopo aver incontrato Maka che cerca di farlo/a tornare quello di prima, e, la fine della guerra sulla Luna, riuscirà a inghiottire il Kishin con il sangue nero, per poi scontrarsi con Maka e Black Star. Però, durante lo scontro, il Kishin si libera e inghiotte Crona. Maka e Soul entrano nel corpo di Ashura per salvare Crona, tuttavia questi si rifiuta di uscire dicendo di aver capito i suoi sbagli e intendere rimediare usando il Brew contro il Kishin all'interno del suo corpo. Prima di utilizzarlo ringrazia Maka per esserle diventata amica sua e che gli ha fatto capire finalmente cosa significa avere amici. Detto questo, Maka e Soul escono dal kishin e subito dopo Crona attiva il Brew ricoprendo l'intera luna con il sangue nero intrappolando dentro Ashura, con lui Crona.

### Anime
Crona arriva con Marie nella base di Medusa, per recuperare il Dott. Stein. Ne nasce un duro scontro, in cui Crona viene ferito/a mortalmente per proteggere Maka da una delle frecce di Medusa. Dopo la sconfitta di Medusa, Stein rassicura Maka che lo/a salverà; è stato/a visto/a dormire profondamente. Infatti, Stein dopo un delicato intervento riesce a salvarlo/a. Assiste poi la battaglia tra Maka, Black Star e Kid contro Ashura. Dopo che Maka sconfigge il kishin, Crona trascorre le giornate felicemente con lei e i suoi amici.

## Abilità
- Fusione di Follia (狂気融合?, Kyōki Yūgō): Crona si fonde con il “Clown Nero”, una creatura artificiale formata interamente da sangue nero. I vestiti di Crona mutano, e il\la ragazzo\a guadagna un altro braccio, con il conseguente utilizzo di tre spade distinte. Inoltre, ogni sua caratteristica e abilità viene potenziata.

### Eco dell'Urlo
In combinazione con Ragnarok, Crona è in grado di utilizzare il cosiddetto "Eco dell'Urlo" (悲鳴共鳴?, Himei Kyōmei), una variante dell'Eco dell'Anima, con cui Crona fa vibrare le cellule del sangue nero, dando a Ragnarok una notevole forza d'attacco:
- Screech Alpha (スクリーチ「α」?, Sukurīchi Arufa): Crona muove Ragnarok, scagliando davanti a sé un proiettile nero a forma di bocca dall'effetto esplosivo. L'effetto viene amplificato durante la trasformazione di Ragnarok in Drago Nero.
- Screech Beta (スクリーチ「β」?, Sukurīchi Bēta): Simile allo Screech Alpha, con l'unica differenza che il colpo è portato direttamente con la lama di Ragnarok.
- Screech Gamma (スクリーチ「γ」?, Sukurīchi Ganma): versione potenziata dello "Screech Beta". La lama della spada si sviluppa in larghezza e profondità, in un attacco che rilascia potenti onde sonore ad ogni impatto.
- Screech Delta  (スクリーチ「δ」?,  Sukurīchi Deruta): utilizzata solo nel manga dopo la sua fusione con il Clown Nero. Crona muove le sue tre braccia, generando un vortice di onde d'urto nere che colpisce a 360°.
- Drago Nero  (黒龍?,  Kokuryū): Eco dell'Urlo utilizzato da Crona e Ragnarok dopo aver assorbito una grande quantità di anime. La potenza combinata di questa risonanza permette a Ragnarok di assumere la forma di un drago, dotato di due grandi ali, che spunta dalla schiena di Crona. Questa forma potenzia ogni attacco che Crona è in grado di utilizzare.

### Sangue Nero
Il Sangue Nero (黒血?, Kokketsu) è un tipo di globulo creato e sviluppato da Medusa con lo scopo di creare un nuovo Kishin. Quando infetta una persona, il sangue nero gli infonde grande potenza, contaminandone però l'anima con la follia. Può essere solidificato per ottenere un'immunità contro la maggior parte dei colpi fisici, guarire le ferite, o addirittura creare armi. Crona è stato finora uno degli esemplari di ricerca per questo esperimento. Prima di morire per mano dello stesso Crona, Medusa afferma che, con la sua morte, il suo Sangue Nero è "completo".
- Bloody Needle (ブラッディーニードル?, Buraddī Nīdoru): Crona manipola il sangue precedentemente versato, trasformandolo in aghi che si estendono verso il nemico per perforarlo.
- Bloody Slicer (ブラッディスライサー?, Buraddi Suraisā): Crona taglia uno dei suoi polsi, facendo fuoriuscire il Sangue Nero dalle vene. Poi, attraverso un semplice movimento del braccio, il sangue viene inviato verso l'avversario, mentre Ragnarok esercita il suo controllo sul sangue in modo da indurirlo in una lama a forma di mezzaluna.
- Bloody Coat (ブラッディコート?, Buraddi Kōto): Utilizzata dopo la fusione con il Clown Nero. Crona crea uno scudo di Sangue Nero a forma di ala che lo/la protegge dagli attacchi.
- Bloody Lance (ブラッディランス?, Buraddī Ransu): Utilizzata dopo la fusione con il Clown Nero. Crona crea con il Sangue Nero un cono affilato che poi scaglia contro l'avversario.
- Sangue Folle (狂血?, Kyōketsu): Massima espressione delle capacità del Sangue Nero, che Crona utilizza dopo la fusione con il Clown Nero. Crona si ricopre nella sua totalità di Sangue Nero, formando un vestito di Sangue Nero con il simbolo della follia di Ashura, mentre ondate di Sangue Nero, in cui è visibile la bocca di Ragnarok, si alzano attorno a lui/lei. In questa modalità, oltre a diventare resistente alle Onde Anti-demone, Crona scatena veri e propri fiumi di Sangue Nero, che entra nei corpi degli avversari, che ne vengono colpiti, sciolti in Sangue Nero e induriti in alcune Sfere Nere (黒球?, Kokkyuu) intrise di follia, impossibili da distruggere. Questa tecnica è talmente potente da poter inghiottire un'intera città.

## Arma
La Buki di Crona è Ragnarok (ラグナロク?, Ragunaroku), originariamente un'arma normale, poi fusa con il Sangue Nero e legato al corpo del ragazzo. Si arrabbia spesso con il proprio shokunin, che sembra non sapere come comportarsi in varie situazioni. Fuoriesce dalla schiena di Crona, e in forma di arma è una spada lunga e nera, con una bocca sulla parte piatta.